# Étoile de Bessèges-Tour du Gard 2021
L'Étoile de Bessèges 2021 est la 51e édition de cette course cycliste par étapes masculine. Elle a lieu en France du 3 au 7 février 2021 entre Bellegarde et Alès sur un parcours de 610,67 km et fait partie du calendrier UCI Europe Tour 2021 en catégorie 2.1.
Il s'agit de la première édition organisée par la fille de Roland Fangille, décédé le 19 novembre 2020.

## Présentation

### Parcours
L'Étoile de Bessèges est tracée sur cinq étapes, dont par un contre-la-montre individuel de 10,7 kilomètres, en guise de dernière étape.

### Équipes
Classé en catégorie 2.1 de l'UCI Europe Tour, la course est par conséquent ouverte aux WorldTeams dans la limite de 50 % des équipes participantes, aux ProTeams, aux équipes continentales et aux équipes nationales.
Initialement inscrite à l'épreuve, l'équipe Sport Vlaanderen-Baloise est finalement absente en raison d'un cas positif au Covid-19 dans son encadrement. 21 équipes participent à la course - 11 WorldTeams, 7 ProTeams et 3 équipes continentales :
| WorldTeams (11)- AG2R Citroën Team - Bora-Hansgrohe - Cofidis - EF Education-Nippo - Groupama-FDJ - Israel Start-Up Nation - Ineos Grenadiers - Intermarché-Wanty-Gobert Matériaux - Lotto Soudal - Qhubeka Assos - Trek-Segafredo ProTeams (7)- Alpecin-Fenix - B&B Hotels p/b KTM - Bingoal-WB - Delko - Equipo Kern Pharma - Arkéa-Samsic - Total Direct Énergie Équipes continentales (3)- Cambodia Cycling Academy - Xelliss-Roubaix Lille Métropole - Saint Michel-Auber 93 |
| |

## Étapes
| Étape     | Date   | Villes étapes                           | type                        | Distance (km) | Vainqueur d'étape  | Leader du classement général |
| --------- | ------ | --------------------------------------- | --------------------------- | ------------- | ------------------ | ---------------------------- |
| 1re étape | 3 fév. | Bellegarde – Bellegarde                 | étape de plaine             | 143,6         | Christophe Laporte | Christophe Laporte           |
| 2e étape  | 4 fév. | Saint-Geniès-de-Malgoirès – La Calmette | étape de plaine             | 153,8         | Timothy Dupont     | Christophe Laporte           |
| 3e étape  | 5 fév. | Bessèges – Bessèges                     | étape vallonnée             | 156,9         | Tim Wellens        | Tim Wellens                  |
| 4e étape  | 6 fév. | Rousson – Saint-Siffret                 | étape vallonnée             | 150,2         | Filippo Ganna      | Tim Wellens                  |
| 5e étape  | 7 fév. | Alès – Alès                             | contre-la-montre individuel | 10,7          | Filippo Ganna      | Tim Wellens                  |

## Déroulement de la course

### 1reétape
| \| Classement de l'étape \| Classement de l'étape \| Classement de l'étape \| Classement de l'étape \| Classement de l'étape \| \| Coureur \| Coureur \| Pays \| Équipe \| Temps \| \| --------------------- \| --------------------- \| --------------------- \| ---------------------------------- \| --------------------- \| \| 1er \| Christophe Laporte \| France \| Cofidis \| 3 h 14 min 32 s \| \| 2e \| Nacer Bouhanni \| France \| Arkéa-Samsic \| + 0 s \| \| 3e \| Mads Pedersen \| Danemark \| Trek-Segafredo \| + 2 s \| \| 4e \| Giacomo Nizzolo \| Italie \| Qhubeka Assos \| + 2 s \| \| 5e \| Michał Kwiatkowski \| Pologne \| Ineos Grenadiers \| + 2 s \| \| 6e \| Jordi Meeus \| Belgique \| Bora-Hansgrohe \| + 2 s \| \| 7e \| Bryan Coquard \| France \| B&B Hotels p/b KTM \| + 2 s \| \| 8e \| John Degenkolb \| Allemagne \| Lotto-Soudal \| + 2 s \| \| 9e \| Jake Stewart \| Royaume-Uni \| Groupama-FDJ \| + 2 s \| \| 10e \| Danny van Poppel \| Pays-Bas \| Intermarché-Wanty-Gobert Matériaux \| + 2 s \| |                    |             |                                    |                 |
| |                    |             |                                    |                 |
| Source : ProCyclingStats |                    |             |                                    |                 |
| Classement de l'étape |                    |             |                                    |                 |
| Coureur | Coureur            | Pays        | Équipe                             | Temps           |
| 1er | Christophe Laporte | France      | Cofidis                            | 3 h 14 min 32 s |
| 2e | Nacer Bouhanni     | France      | Arkéa-Samsic                       | + 0 s           |
| 3e | Mads Pedersen      | Danemark    | Trek-Segafredo                     | + 2 s           |
| 4e | Giacomo Nizzolo    | Italie      | Qhubeka Assos                      | + 2 s           |
| 5e | Michał Kwiatkowski | Pologne     | Ineos Grenadiers                   | + 2 s           |
| 6e | Jordi Meeus        | Belgique    | Bora-Hansgrohe                     | + 2 s           |
| 7e | Bryan Coquard      | France      | B&B Hotels p/b KTM                 | + 2 s           |
| 8e | John Degenkolb     | Allemagne   | Lotto-Soudal                       | + 2 s           |
| 9e | Jake Stewart       | Royaume-Uni | Groupama-FDJ                       | + 2 s           |
| 10e | Danny van Poppel   | Pays-Bas    | Intermarché-Wanty-Gobert Matériaux | + 2 s           |

| \| Classement général \| Classement général \| Classement général \| Classement général \| Classement général \| \| Coureur \| Coureur \| Pays \| Équipe \| Temps \| \| ------------------ \| ------------------ \| ------------------ \| ---------------------------------- \| ------------------ \| \| 1er \| Christophe Laporte \| France \| Cofidis \| 3 h 14 min 22 s \| \| 2e \| Nacer Bouhanni \| France \| Arkéa-Samsic \| + 4 s \| \| 3e \| Mads Pedersen \| Danemark \| Trek-Segafredo \| + 8 s \| \| 4e \| Giacomo Nizzolo \| Italie \| Qhubeka Assos \| + 12 s \| \| 5e \| Michał Kwiatkowski \| Pologne \| Ineos Grenadiers \| + 12 s \| \| 6e \| Jordi Meeus \| Belgique \| Bora-Hansgrohe \| + 12 s \| \| 7e \| Bryan Coquard \| France \| B&B Hotels p/b KTM \| + 12 s \| \| 8e \| John Degenkolb \| Allemagne \| Lotto-Soudal \| + 12 s \| \| 9e \| Jake Stewart \| Royaume-Uni \| Groupama-FDJ \| + 12 s \| \| 10e \| Danny van Poppel \| Pays-Bas \| Intermarché-Wanty-Gobert Matériaux \| + 12 s \| |                    |             |                                    |                 |
| |                    |             |                                    |                 |
| Source : ProCyclingStats |                    |             |                                    |                 |
| Classement général |                    |             |                                    |                 |
| Coureur | Coureur            | Pays        | Équipe                             | Temps           |
| 1er | Christophe Laporte | France      | Cofidis                            | 3 h 14 min 22 s |
| 2e | Nacer Bouhanni     | France      | Arkéa-Samsic                       | + 4 s           |
| 3e | Mads Pedersen      | Danemark    | Trek-Segafredo                     | + 8 s           |
| 4e | Giacomo Nizzolo    | Italie      | Qhubeka Assos                      | + 12 s          |
| 5e | Michał Kwiatkowski | Pologne     | Ineos Grenadiers                   | + 12 s          |
| 6e | Jordi Meeus        | Belgique    | Bora-Hansgrohe                     | + 12 s          |
| 7e | Bryan Coquard      | France      | B&B Hotels p/b KTM                 | + 12 s          |
| 8e | John Degenkolb     | Allemagne   | Lotto-Soudal                       | + 12 s          |
| 9e | Jake Stewart       | Royaume-Uni | Groupama-FDJ                       | + 12 s          |
| 10e | Danny van Poppel   | Pays-Bas    | Intermarché-Wanty-Gobert Matériaux | + 12 s          |

### 2eétape
| \| Classement de l'étape \| Classement de l'étape \| Classement de l'étape \| Classement de l'étape \| Classement de l'étape \| \| Coureur \| Coureur \| Pays \| Équipe \| Temps \| \| --------------------- \| --------------------- \| --------------------- \| ---------------------- \| --------------------- \| \| 1er \| Timothy Dupont \| Belgique \| Bingoal-WB \| 3 h 35 min 15 s \| \| 2e \| Pierre Barbier \| France \| Delko \| + 0 s \| \| 3e \| Giacomo Nizzolo \| Italie \| Qhubeka Assos \| + 0 s \| \| 4e \| Rudy Barbier \| France \| Israel Start-Up Nation \| + 0 s \| \| 5e \| Christophe Laporte \| France \| Cofidis \| + 0 s \| \| 6e \| Nacer Bouhanni \| France \| Arkéa-Samsic \| + 0 s \| \| 7e \| Marc Sarreau \| France \| AG2R Citroën Team \| + 0 s \| \| 8e \| Gerben Thijssen \| Belgique \| Lotto-Soudal \| + 0 s \| \| 9e \| Silvan Dillier \| Suisse \| Alpecin-Fenix \| + 0 s \| \| 10e \| Edward Theuns \| Belgique \| Trek-Segafredo \| + 0 s \| |                    |          |                        |                 |
| |                    |          |                        |                 |
| Source : ProCyclingStats |                    |          |                        |                 |
| Classement de l'étape |                    |          |                        |                 |
| Coureur | Coureur            | Pays     | Équipe                 | Temps           |
| 1er | Timothy Dupont     | Belgique | Bingoal-WB             | 3 h 35 min 15 s |
| 2e | Pierre Barbier     | France   | Delko                  | + 0 s           |
| 3e | Giacomo Nizzolo    | Italie   | Qhubeka Assos          | + 0 s           |
| 4e | Rudy Barbier       | France   | Israel Start-Up Nation | + 0 s           |
| 5e | Christophe Laporte | France   | Cofidis                | + 0 s           |
| 6e | Nacer Bouhanni     | France   | Arkéa-Samsic           | + 0 s           |
| 7e | Marc Sarreau       | France   | AG2R Citroën Team      | + 0 s           |
| 8e | Gerben Thijssen    | Belgique | Lotto-Soudal           | + 0 s           |
| 9e | Silvan Dillier     | Suisse   | Alpecin-Fenix          | + 0 s           |
| 10e | Edward Theuns      | Belgique | Trek-Segafredo         | + 0 s           |

| \| Classement général \| Classement général \| Classement général \| Classement général \| Classement général \| \| Coureur \| Coureur \| Pays \| Équipe \| Temps \| \| ------------------ \| ------------------ \| ------------------ \| --------------------- \| ------------------ \| \| 1er \| Christophe Laporte \| France \| Cofidis \| 6 h 49 min 37 s \| \| 2e \| Timothy Dupont \| Belgique \| Bingoal-WB \| + 2 s \| \| 3e \| Nacer Bouhanni \| France \| Arkéa-Samsic \| + 4 s \| \| 4e \| Pierre Barbier \| France \| Delko \| + 6 s \| \| 5e \| Ludovic Robeet \| Belgique \| Bingoal-WB \| + 7 s \| \| 6e \| Giacomo Nizzolo \| Italie \| Qhubeka Assos \| + 8 s \| \| 7e \| Mads Pedersen \| Danemark \| Trek-Segafredo \| + 8 s \| \| 8e \| Tony Hurel \| France \| Saint Michel-Auber 93 \| + 9 s \| \| 9e \| Alexandre Delettre \| France \| Delko \| + 11 s \| \| 10e \| Bryan Coquard \| France \| B&B Hotels p/b KTM \| + 12 s \| |                    |          |                       |                 |
| |                    |          |                       |                 |
| Source : ProCyclingStats |                    |          |                       |                 |
| Classement général |                    |          |                       |                 |
| Coureur | Coureur            | Pays     | Équipe                | Temps           |
| 1er | Christophe Laporte | France   | Cofidis               | 6 h 49 min 37 s |
| 2e | Timothy Dupont     | Belgique | Bingoal-WB            | + 2 s           |
| 3e | Nacer Bouhanni     | France   | Arkéa-Samsic          | + 4 s           |
| 4e | Pierre Barbier     | France   | Delko                 | + 6 s           |
| 5e | Ludovic Robeet     | Belgique | Bingoal-WB            | + 7 s           |
| 6e | Giacomo Nizzolo    | Italie   | Qhubeka Assos         | + 8 s           |
| 7e | Mads Pedersen      | Danemark | Trek-Segafredo        | + 8 s           |
| 8e | Tony Hurel         | France   | Saint Michel-Auber 93 | + 9 s           |
| 9e | Alexandre Delettre | France   | Delko                 | + 11 s          |
| 10e | Bryan Coquard      | France   | B&B Hotels p/b KTM    | + 12 s          |

### 3eétape
Après plusieurs tentatives, une échappée se forme, composée notamment de Egan Bernal , Tim Wellens ou encore Michał Kwiatkowski. Six coureurs vont rejoindre un groupe de onze. L'équipe Cofidis piégée n'est pas suffisamment aidée à revenir, à part quelques coureurs EF-Nippo. L'écart dépasse les deux minutes. Tim Wellens sort du groupe d'échappée dans les quinze derniers kilomètres, et prend rapidement de l'avance.
| \| Classement de l'étape \| Classement de l'étape \| Classement de l'étape \| Classement de l'étape \| Classement de l'étape \| \| Coureur \| Coureur \| Pays \| Équipe \| Temps \| \| --------------------- \| --------------------- \| --------------------- \| ---------------------- \| --------------------- \| \| 1er \| Tim Wellens \| Belgique \| Lotto-Soudal \| 3 h 28 min 02 s \| \| 2e \| Edward Theuns \| Belgique \| Trek-Segafredo \| + 37 s \| \| 3e \| Mads Würtz Schmidt \| Danemark \| Israel Start-Up Nation \| + 37 s \| \| 4e \| Greg Van Avermaet \| Belgique \| AG2R Citroën Team \| + 37 s \| \| 5e \| Philippe Gilbert \| Belgique \| Lotto-Soudal \| + 37 s \| \| 6e \| Cyril Barthe \| France \| B&B Hotels p/b KTM \| + 37 s \| \| 7e \| Jake Stewart \| Royaume-Uni \| Groupama-FDJ \| + 37 s \| \| 8e \| Nils Politt \| Allemagne \| Bora-Hansgrohe \| + 37 s \| \| 9e \| Michael Gogl \| Autriche \| Qhubeka Assos \| + 37 s \| \| 10e \| Michał Kwiatkowski \| Pologne \| Ineos Grenadiers \| + 37 s \| |                    |             |                        |                 |
| |                    |             |                        |                 |
| Source : ProCyclingStats |                    |             |                        |                 |
| Classement de l'étape |                    |             |                        |                 |
| Coureur | Coureur            | Pays        | Équipe                 | Temps           |
| 1er | Tim Wellens        | Belgique    | Lotto-Soudal           | 3 h 28 min 02 s |
| 2e | Edward Theuns      | Belgique    | Trek-Segafredo         | + 37 s          |
| 3e | Mads Würtz Schmidt | Danemark    | Israel Start-Up Nation | + 37 s          |
| 4e | Greg Van Avermaet  | Belgique    | AG2R Citroën Team      | + 37 s          |
| 5e | Philippe Gilbert   | Belgique    | Lotto-Soudal           | + 37 s          |
| 6e | Cyril Barthe       | France      | B&B Hotels p/b KTM     | + 37 s          |
| 7e | Jake Stewart       | Royaume-Uni | Groupama-FDJ           | + 37 s          |
| 8e | Nils Politt        | Allemagne   | Bora-Hansgrohe         | + 37 s          |
| 9e | Michael Gogl       | Autriche    | Qhubeka Assos          | + 37 s          |
| 10e | Michał Kwiatkowski | Pologne     | Ineos Grenadiers       | + 37 s          |

| \| Classement général \| Classement général \| Classement général \| Classement général \| Classement général \| \| Coureur \| Coureur \| Pays \| Équipe \| Temps \| \| ------------------ \| ------------------ \| ------------------ \| ---------------------- \| ------------------ \| \| 1er \| Tim Wellens \| Belgique \| Lotto-Soudal \| 10 h 17 min 38 s \| \| 2e \| Edward Theuns \| Belgique \| Trek-Segafredo \| + 44 s \| \| 3e \| Mads Würtz Schmidt \| Danemark \| Israel Start-Up Nation \| + 46 s \| \| 4e \| Michał Kwiatkowski \| Pologne \| Ineos Grenadiers \| + 48 s \| \| 5e \| Philippe Gilbert \| Belgique \| Lotto-Soudal \| + 49 s \| \| 6e \| Jake Stewart \| Royaume-Uni \| Groupama-FDJ \| + 50 s \| \| 7e \| Greg Van Avermaet \| Belgique \| AG2R Citroën Team \| + 50 s \| \| 8e \| Michael Gogl \| Autriche \| Qhubeka Assos \| + 50 s \| \| 9e \| Cyril Barthe \| France \| B&B Hotels p/b KTM \| + 50 s \| \| 10e \| Stefano Oldani \| Italie \| Lotto-Soudal \| + 50 s \| |                    |             |                        |                  |
| |                    |             |                        |                  |
| Source : ProCyclingStats |                    |             |                        |                  |
| Classement général |                    |             |                        |                  |
| Coureur | Coureur            | Pays        | Équipe                 | Temps            |
| 1er | Tim Wellens        | Belgique    | Lotto-Soudal           | 10 h 17 min 38 s |
| 2e | Edward Theuns      | Belgique    | Trek-Segafredo         | + 44 s           |
| 3e | Mads Würtz Schmidt | Danemark    | Israel Start-Up Nation | + 46 s           |
| 4e | Michał Kwiatkowski | Pologne     | Ineos Grenadiers       | + 48 s           |
| 5e | Philippe Gilbert   | Belgique    | Lotto-Soudal           | + 49 s           |
| 6e | Jake Stewart       | Royaume-Uni | Groupama-FDJ           | + 50 s           |
| 7e | Greg Van Avermaet  | Belgique    | AG2R Citroën Team      | + 50 s           |
| 8e | Michael Gogl       | Autriche    | Qhubeka Assos          | + 50 s           |
| 9e | Cyril Barthe       | France      | B&B Hotels p/b KTM     | + 50 s           |
| 10e | Stefano Oldani     | Italie      | Lotto-Soudal           | + 50 s           |

### 4eétape
| \| Classement de l'étape \| Classement de l'étape \| Classement de l'étape \| Classement de l'étape \| Classement de l'étape \| \| Coureur \| Coureur \| Pays \| Équipe \| Temps \| \| --------------------- \| --------------------- \| --------------------- \| ---------------------- \| --------------------- \| \| 1er \| Filippo Ganna \| Italie \| Ineos Grenadiers \| 3 h 22 min 57 s \| \| 2e \| Christophe Laporte \| France \| Cofidis \| + 17 s \| \| 3e \| Pascal Ackermann \| Allemagne \| Bora-Hansgrohe \| + 17 s \| \| 4e \| Greg Van Avermaet \| Belgique \| AG2R Citroën Team \| + 17 s \| \| 5e \| Milan Menten \| Belgique \| Bingoal-WB \| + 17 s \| \| 6e \| Bryan Coquard \| France \| B&B Hotels p/b KTM \| + 17 s \| \| 7e \| Cyril Barthe \| France \| B&B Hotels p/b KTM \| + 17 s \| \| 8e \| Nils Politt \| Allemagne \| Bora-Hansgrohe \| + 17 s \| \| 9e \| August Jensen \| Norvège \| Delko \| + 17 s \| \| 10e \| Mads Würtz Schmidt \| Danemark \| Israel Start-Up Nation \| + 17 s \| |                    |           |                        |                 |
| |                    |           |                        |                 |
| Source : ProCyclingStats |                    |           |                        |                 |
| Classement de l'étape |                    |           |                        |                 |
| Coureur | Coureur            | Pays      | Équipe                 | Temps           |
| 1er | Filippo Ganna      | Italie    | Ineos Grenadiers       | 3 h 22 min 57 s |
| 2e | Christophe Laporte | France    | Cofidis                | + 17 s          |
| 3e | Pascal Ackermann   | Allemagne | Bora-Hansgrohe         | + 17 s          |
| 4e | Greg Van Avermaet  | Belgique  | AG2R Citroën Team      | + 17 s          |
| 5e | Milan Menten       | Belgique  | Bingoal-WB             | + 17 s          |
| 6e | Bryan Coquard      | France    | B&B Hotels p/b KTM     | + 17 s          |
| 7e | Cyril Barthe       | France    | B&B Hotels p/b KTM     | + 17 s          |
| 8e | Nils Politt        | Allemagne | Bora-Hansgrohe         | + 17 s          |
| 9e | August Jensen      | Norvège   | Delko                  | + 17 s          |
| 10e | Mads Würtz Schmidt | Danemark  | Israel Start-Up Nation | + 17 s          |

| \| Classement général \| Classement général \| Classement général \| Classement général \| Classement général \| \| Coureur \| Coureur \| Pays \| Équipe \| Temps \| \| ------------------ \| -------------------- \| ------------------ \| ---------------------------------- \| ------------------ \| \| 1er \| Tim Wellens \| Belgique \| Lotto-Soudal \| 13 h 40 min 54 s \| \| 2e \| Edward Theuns \| Belgique \| Trek-Segafredo \| + 44 s \| \| 3e \| Mads Würtz Schmidt \| Danemark \| Israel Start-Up Nation \| + 46 s \| \| 4e \| Michał Kwiatkowski \| Pologne \| Ineos Grenadiers \| + 48 s \| \| 5e \| Philippe Gilbert \| Belgique \| Lotto-Soudal \| + 49 s \| \| 6e \| Greg Van Avermaet \| Belgique \| AG2R Citroën Team \| + 50 s \| \| 7e \| Jake Stewart \| Royaume-Uni \| Groupama-FDJ \| + 50 s \| \| 8e \| Cyril Barthe \| France \| B&B Hotels p/b KTM \| + 50 s \| \| 9e \| Nils Politt \| Allemagne \| Bora-Hansgrohe \| + 50 s \| \| 10e \| Odd Christian Eiking \| Norvège \| Intermarché-Wanty-Gobert Matériaux \| + 50 s \| |                      |             |                                    |                  |
| |                      |             |                                    |                  |
| Source : ProCyclingStats |                      |             |                                    |                  |
| Classement général |                      |             |                                    |                  |
| Coureur | Coureur              | Pays        | Équipe                             | Temps            |
| 1er | Tim Wellens          | Belgique    | Lotto-Soudal                       | 13 h 40 min 54 s |
| 2e | Edward Theuns        | Belgique    | Trek-Segafredo                     | + 44 s           |
| 3e | Mads Würtz Schmidt   | Danemark    | Israel Start-Up Nation             | + 46 s           |
| 4e | Michał Kwiatkowski   | Pologne     | Ineos Grenadiers                   | + 48 s           |
| 5e | Philippe Gilbert     | Belgique    | Lotto-Soudal                       | + 49 s           |
| 6e | Greg Van Avermaet    | Belgique    | AG2R Citroën Team                  | + 50 s           |
| 7e | Jake Stewart         | Royaume-Uni | Groupama-FDJ                       | + 50 s           |
| 8e | Cyril Barthe         | France      | B&B Hotels p/b KTM                 | + 50 s           |
| 9e | Nils Politt          | Allemagne   | Bora-Hansgrohe                     | + 50 s           |
| 10e | Odd Christian Eiking | Norvège     | Intermarché-Wanty-Gobert Matériaux | + 50 s           |

### 5eétape
| \| Classement de l'étape \| Classement de l'étape \| Classement de l'étape \| Classement de l'étape \| Classement de l'étape \| \| Coureur \| Coureur \| Pays \| Équipe \| Temps \| \| --------------------- \| --------------------- \| --------------------- \| --------------------- \| --------------------- \| \| 1er \| Filippo Ganna \| Italie \| Ineos Grenadiers \| 15 min 00 s \| \| 2e \| Benjamin Thomas \| France \| Groupama-FDJ \| + 10 s \| \| 3e \| Ethan Hayter \| Royaume-Uni \| Ineos Grenadiers \| + 21 s \| \| 4e \| Tim Wellens \| Belgique \| Lotto-Soudal \| + 29 s \| \| 5e \| Christophe Laporte \| France \| Cofidis \| + 31 s \| \| 6e \| Michał Kwiatkowski \| Pologne \| Ineos Grenadiers \| + 34 s \| \| 7e \| Alberto Bettiol \| Italie \| EF Education-Nippo \| + 35 s \| \| 8e \| Owain Doull \| Royaume-Uni \| Ineos Grenadiers \| + 38 s \| \| 9e \| Nils Politt \| Allemagne \| Bora-Hansgrohe \| + 38 s \| \| 10e \| Jake Stewart \| Royaume-Uni \| Groupama-FDJ \| + 41 s \| |                    |             |                    |             |
| |                    |             |                    |             |
| Source : ProCyclingStats |                    |             |                    |             |
| Classement de l'étape |                    |             |                    |             |
| Coureur | Coureur            | Pays        | Équipe             | Temps       |
| 1er | Filippo Ganna      | Italie      | Ineos Grenadiers   | 15 min 00 s |
| 2e | Benjamin Thomas    | France      | Groupama-FDJ       | + 10 s      |
| 3e | Ethan Hayter       | Royaume-Uni | Ineos Grenadiers   | + 21 s      |
| 4e | Tim Wellens        | Belgique    | Lotto-Soudal       | + 29 s      |
| 5e | Christophe Laporte | France      | Cofidis            | + 31 s      |
| 6e | Michał Kwiatkowski | Pologne     | Ineos Grenadiers   | + 34 s      |
| 7e | Alberto Bettiol    | Italie      | EF Education-Nippo | + 35 s      |
| 8e | Owain Doull        | Royaume-Uni | Ineos Grenadiers   | + 38 s      |
| 9e | Nils Politt        | Allemagne   | Bora-Hansgrohe     | + 38 s      |
| 10e | Jake Stewart       | Royaume-Uni | Groupama-FDJ       | + 41 s      |

## Classements finals

### Classement général
| \| Classement général \| Classement général \| Classement général \| Classement général \| Classement général \| \| Coureur \| Coureur \| Pays \| Équipe \| Temps \| \| ------------------ \| -------------------- \| ------------------ \| ---------------------------------- \| ------------------ \| \| 1er \| Tim Wellens \| Belgique \| Lotto-Soudal \| 13 h 56 min 23 s \| \| 2e \| Michał Kwiatkowski \| Pologne \| Ineos Grenadiers \| + 53 s \| \| 3e \| Nils Politt \| Allemagne \| Bora-Hansgrohe \| + 59 s \| \| 4e \| Jake Stewart \| Royaume-Uni \| Groupama-FDJ \| + 1 min 02 s \| \| 5e \| Mads Würtz Schmidt \| Danemark \| Israel Start-Up Nation \| + 1 min 19 s \| \| 6e \| Michael Gogl \| Autriche \| Qhubeka Assos \| + 1 min 24 s \| \| 7e \| Greg Van Avermaet \| Belgique \| AG2R Citroën Team \| + 1 min 25 s \| \| 8e \| Edward Theuns \| Belgique \| Trek-Segafredo \| + 1 min 36 s \| \| 9e \| Clément Carisey \| France \| Delko \| + 1 min 41 s \| \| 10e \| Odd Christian Eiking \| Norvège \| Intermarché-Wanty-Gobert Matériaux \| + 1 min 45 s \| |                      |             |                                    |                  |
| |                      |             |                                    |                  |
| Source : ProCyclingStats |                      |             |                                    |                  |
| Classement général |                      |             |                                    |                  |
| Coureur | Coureur              | Pays        | Équipe                             | Temps            |
| 1er | Tim Wellens          | Belgique    | Lotto-Soudal                       | 13 h 56 min 23 s |
| 2e | Michał Kwiatkowski   | Pologne     | Ineos Grenadiers                   | + 53 s           |
| 3e | Nils Politt          | Allemagne   | Bora-Hansgrohe                     | + 59 s           |
| 4e | Jake Stewart         | Royaume-Uni | Groupama-FDJ                       | + 1 min 02 s     |
| 5e | Mads Würtz Schmidt   | Danemark    | Israel Start-Up Nation             | + 1 min 19 s     |
| 6e | Michael Gogl         | Autriche    | Qhubeka Assos                      | + 1 min 24 s     |
| 7e | Greg Van Avermaet    | Belgique    | AG2R Citroën Team                  | + 1 min 25 s     |
| 8e | Edward Theuns        | Belgique    | Trek-Segafredo                     | + 1 min 36 s     |
| 9e | Clément Carisey      | France      | Delko                              | + 1 min 41 s     |
| 10e | Odd Christian Eiking | Norvège     | Intermarché-Wanty-Gobert Matériaux | + 1 min 45 s     |

### Classements annexes
| Classement par points | Classement par points | Classement par points | Classement par points  | Classement par points |
| Coureur               | Coureur               | Pays                  | Équipe                 | Points                |
| --------------------- | --------------------- | --------------------- | ---------------------- | --------------------- |
| 1er                   | Christophe Laporte    | France                | Cofidis                | 69 pts                |
| 2e                    | Filippo Ganna         | Italie                | Ineos Grenadiers       | 56 pts                |
| 3e                    | Tim Wellens           | Belgique              | Lotto-Soudal           | 49 pts                |
| 4e                    | Michał Kwiatkowski    | Pologne               | Ineos Grenadiers       | 32 pts                |
| 5e                    | Edward Theuns         | Belgique              | Trek-Segafredo         | 31 pts                |
| 6e                    | Giacomo Nizzolo       | Italie                | Qhubeka Assos          | 31 pts                |
| 7e                    | Nacer Bouhanni        | France                | Arkéa-Samsic           | 30 pts                |
| 8e                    | Greg Van Avermaet     | Belgique              | AG2R Citroën Team      | 29 pts                |
| 9e                    | Timothy Dupont        | Belgique              | Bingoal-WB             | 25 pts                |
| 10e                   | Mads Würtz Schmidt    | Danemark              | Israel Start-Up Nation | 24 pts                |

| Classement par points | Classement par points | Classement par points | Classement par points  | Classement par points |
| Coureur               | Coureur               | Pays                  | Équipe                 | Points                |
| --------------------- | --------------------- | --------------------- | ---------------------- | --------------------- |
| 1er                   | Christophe Laporte    | France                | Cofidis                | 69 pts                |
| 2e                    | Filippo Ganna         | Italie                | Ineos Grenadiers       | 56 pts                |
| 3e                    | Tim Wellens           | Belgique              | Lotto-Soudal           | 49 pts                |
| 4e                    | Michał Kwiatkowski    | Pologne               | Ineos Grenadiers       | 32 pts                |
| 5e                    | Edward Theuns         | Belgique              | Trek-Segafredo         | 31 pts                |
| 6e                    | Giacomo Nizzolo       | Italie                | Qhubeka Assos          | 31 pts                |
| 7e                    | Nacer Bouhanni        | France                | Arkéa-Samsic           | 30 pts                |
| 8e                    | Greg Van Avermaet     | Belgique              | AG2R Citroën Team      | 29 pts                |
| 9e                    | Timothy Dupont        | Belgique              | Bingoal-WB             | 25 pts                |
| 10e                   | Mads Würtz Schmidt    | Danemark              | Israel Start-Up Nation | 24 pts                |

| Classement de la montagne | Classement de la montagne | Classement de la montagne | Classement de la montagne | Classement de la montagne |
| Coureur                   | Coureur                   | Pays                      | Équipe                    | Points                    |
| ------------------------- | ------------------------- | ------------------------- | ------------------------- | ------------------------- |
| 1er                       | Alexandre Delettre        | France                    | Delko                     | 28 pts                    |
| 2e                        | Ludovic Robeet            | Belgique                  | Bingoal-WB                | 18 pts                    |
| 3e                        | Tim Wellens               | Belgique                  | Lotto-Soudal              | 14 pts                    |
| 4e                        | Michał Kwiatkowski        | Pologne                   | Ineos Grenadiers          | 10 pts                    |
| 5e                        | Ethan Hayter              | Royaume-Uni               | Ineos Grenadiers          | 10 pts                    |
| 6e                        | Filippo Ganna             | Italie                    | Ineos Grenadiers          | 10 pts                    |
| 7e                        | Alexys Brunel             | France                    | Groupama-FDJ              | 8 pts                     |
| 8e                        | Rigoberto Urán            | Colombie                  | EF Education-Nippo        | 8 pts                     |
| 9e                        | Anthony Perez             | France                    | Cofidis                   | 8 pts                     |
| 10e                       | Vojtěch Řepa              | Tchéquie                  | Equipo Kern Pharma        | 8 pts                     |

| Classement de la montagne | Classement de la montagne | Classement de la montagne | Classement de la montagne | Classement de la montagne |
| Coureur                   | Coureur                   | Pays                      | Équipe                    | Points                    |
| ------------------------- | ------------------------- | ------------------------- | ------------------------- | ------------------------- |
| 1er                       | Alexandre Delettre        | France                    | Delko                     | 28 pts                    |
| 2e                        | Ludovic Robeet            | Belgique                  | Bingoal-WB                | 18 pts                    |
| 3e                        | Tim Wellens               | Belgique                  | Lotto-Soudal              | 14 pts                    |
| 4e                        | Michał Kwiatkowski        | Pologne                   | Ineos Grenadiers          | 10 pts                    |
| 5e                        | Ethan Hayter              | Royaume-Uni               | Ineos Grenadiers          | 10 pts                    |
| 6e                        | Filippo Ganna             | Italie                    | Ineos Grenadiers          | 10 pts                    |
| 7e                        | Alexys Brunel             | France                    | Groupama-FDJ              | 8 pts                     |
| 8e                        | Rigoberto Urán            | Colombie                  | EF Education-Nippo        | 8 pts                     |
| 9e                        | Anthony Perez             | France                    | Cofidis                   | 8 pts                     |
| 10e                       | Vojtěch Řepa              | Tchéquie                  | Equipo Kern Pharma        | 8 pts                     |

| Classement du meilleur jeune | Classement du meilleur jeune | Classement du meilleur jeune | Classement du meilleur jeune | Classement du meilleur jeune |
| Coureur                      | Coureur                      | Pays                         | Équipe                       | Temps                        |
| ---------------------------- | ---------------------------- | ---------------------------- | ---------------------------- | ---------------------------- |
| 1er                          | Jake Stewart                 | Royaume-Uni                  | Groupama-FDJ                 | 13 h 57 min 25 s             |
| 2e                           | Stefano Oldani               | Italie                       | Lotto-Soudal                 | + 1 min 26 s                 |
| 3e                           | Roger Adrià                  | Espagne                      | Equipo Kern Pharma           | + 2 min 46 s                 |
| 4e                           | Alexys Brunel                | France                       | Groupama-FDJ                 | + 3 min 09 s                 |
| 5e                           | Raúl García Pierna           | Espagne                      | Equipo Kern Pharma           | + 3 min 43 s                 |
| 6e                           | Tobias Bayer                 | Autriche                     | Alpecin-Fenix                | + 4 min 02 s                 |
| 7e                           | Brent Van Moer               | Belgique                     | Lotto-Soudal                 | + 4 min 43 s                 |
| 8e                           | Andreas Kron                 | Danemark                     | Lotto-Soudal                 | + 4 min 53 s                 |
| 9e                           | Matîs Louvel                 | France                       | Arkéa-Samsic                 | + 5 min 43 s                 |
| 10e                          | Mattias Skjelmose            | Danemark                     | Trek-Segafredo               | + 10 min 39 s                |

| Classement du meilleur jeune | Classement du meilleur jeune | Classement du meilleur jeune | Classement du meilleur jeune | Classement du meilleur jeune |
| Coureur                      | Coureur                      | Pays                         | Équipe                       | Temps                        |
| ---------------------------- | ---------------------------- | ---------------------------- | ---------------------------- | ---------------------------- |
| 1er                          | Jake Stewart                 | Royaume-Uni                  | Groupama-FDJ                 | 13 h 57 min 25 s             |
| 2e                           | Stefano Oldani               | Italie                       | Lotto-Soudal                 | + 1 min 26 s                 |
| 3e                           | Roger Adrià                  | Espagne                      | Equipo Kern Pharma           | + 2 min 46 s                 |
| 4e                           | Alexys Brunel                | France                       | Groupama-FDJ                 | + 3 min 09 s                 |
| 5e                           | Raúl García Pierna           | Espagne                      | Equipo Kern Pharma           | + 3 min 43 s                 |
| 6e                           | Tobias Bayer                 | Autriche                     | Alpecin-Fenix                | + 4 min 02 s                 |
| 7e                           | Brent Van Moer               | Belgique                     | Lotto-Soudal                 | + 4 min 43 s                 |
| 8e                           | Andreas Kron                 | Danemark                     | Lotto-Soudal                 | + 4 min 53 s                 |
| 9e                           | Matîs Louvel                 | France                       | Arkéa-Samsic                 | + 5 min 43 s                 |
| 10e                          | Mattias Skjelmose            | Danemark                     | Trek-Segafredo               | + 10 min 39 s                |

| Classement par équipes | Classement par équipes | Classement par équipes | Classement par équipes |
| Équipe                 | Équipe                 | Pays                   | Temps                  |
| ---------------------- | ---------------------- | ---------------------- | ---------------------- |
| 1re                    | Lotto Soudal           | Belgique               | 41 h 53 min 02 s       |
| 2e                     | Ineos Grenadiers       | Royaume-Uni            | + 57 s                 |
| 3e                     | Groupama-FDJ           | France                 | + 4 min 41 s           |
| 4e                     | Equipo Kern Pharma     | Espagne                | + 5 min 45 s           |
| 5e                     | Bora-Hansgrohe         | Allemagne              | + 5 min 56 s           |
| 6e                     | Trek-Segafredo         | États-Unis             | + 6 min 16 s           |
| 7e                     | AG2R Citroën Team      | France                 | + 6 min 34 s           |
| 8e                     | Israel Start-Up Nation | Israël                 | + 6 min 45 s           |
| 9e                     | Qhubeka Assos          | Afrique du Sud         | + 6 min 49 s           |
| 10e                    | B&B Hotels p/b KTM     | France                 | + 6 min 55 s           |

| Classement par équipes | Classement par équipes | Classement par équipes | Classement par équipes |
| Équipe                 | Équipe                 | Pays                   | Temps                  |
| ---------------------- | ---------------------- | ---------------------- | ---------------------- |
| 1re                    | Lotto Soudal           | Belgique               | 41 h 53 min 02 s       |
| 2e                     | Ineos Grenadiers       | Royaume-Uni            | + 57 s                 |
| 3e                     | Groupama-FDJ           | France                 | + 4 min 41 s           |
| 4e                     | Equipo Kern Pharma     | Espagne                | + 5 min 45 s           |
| 5e                     | Bora-Hansgrohe         | Allemagne              | + 5 min 56 s           |
| 6e                     | Trek-Segafredo         | États-Unis             | + 6 min 16 s           |
| 7e                     | AG2R Citroën Team      | France                 | + 6 min 34 s           |
| 8e                     | Israel Start-Up Nation | Israël                 | + 6 min 45 s           |
| 9e                     | Qhubeka Assos          | Afrique du Sud         | + 6 min 49 s           |
| 10e                    | B&B Hotels p/b KTM     | France                 | + 6 min 55 s           |

## Classements UCI
La course attribue des points au Classement mondial UCI 2021 selon le barème suivant :
| Position           | 1er | 2e | 3e | 4e | 5e | 6e | 7e | 8e | 9e | 10e | 11e | 12e | 13e à 15e | 16e à 25e |
| Classement général | 125 | 85 | 70 | 60 | 50 | 40 | 35 | 30 | 25 | 20  | 15  | 10  | 5         | 3         |
| Par étapes         | 14  | 5  | 3  |    |    |    |    |    |    |     |     |     |           |           |
| Leader             | 3   |    |    |    |    |    |    |    |    |     |     |     |           |           |

## Évolution des classements
| Étape              | Vainqueur          | Classement général | Classement de la montagne | Classement par points | Classement des jeunes | Classement par équipes |
| ------------------ | ------------------ | ------------------ | ------------------------- | --------------------- | --------------------- | ---------------------- |
| 1                  | Christophe Laporte | Christophe Laporte | Alexandre Delettre        | Christophe Laporte    | Jordi Meeus           | Arkéa-Samsic           |
| 2                  | Timothy Dupont     | Christophe Laporte | Alexandre Delettre        | Christophe Laporte    | Jake Stewart          | Arkéa-Samsic           |
| 3                  | Tim Wellens        | Tim Wellens        | Alexandre Delettre        | Christophe Laporte    | Jake Stewart          | Lotto-Soudal           |
| 4                  | Filippo Ganna      | Tim Wellens        | Alexandre Delettre        | Christophe Laporte    | Jake Stewart          | Lotto-Soudal           |
| 5                  | Filippo Ganna      | Tim Wellens        | Alexandre Delettre        | Christophe Laporte    | Jake Stewart          | Lotto-Soudal           |
| Classements finaux | Classements finaux | Tim Wellens        | Alexandre Delettre        | Christophe Laporte    | Jake Stewart          | Lotto-Soudal           |

## Liste des participants
| AG2R Citroën Team ACT | AG2R Citroën Team ACT   | AG2R Citroën Team ACT |
| --------------------- | ----------------------- | --------------------- |
| Num                   | Coureur                 | Pos                   |
| 1                     | Greg Van Avermaet (BEL) | 7e                    |
| 2                     | Oliver Naesen (BEL)     | 31e                   |
| 3                     | Marc Sarreau (FRA)      | 88e                   |
| 4                     | Julien Duval (FRA)      | 117e                  |
| 5                     | Alexis Gougeard (FRA)   | 42e                   |
| 6                     | Lawrence Naesen (BEL)   | 93e                   |
| 7                     | Damien Touzé (FRA)      | 60e                   |

| Ineos Grenadiers IGD | Ineos Grenadiers IGD         | Ineos Grenadiers IGD |
| -------------------- | ---------------------------- | -------------------- |
| Num                  | Coureur                      | Pos                  |
| 11                   | Egan Bernal (COL)            | 64e                  |
| 12                   | Owain Doull (GBR)            | 25e                  |
| 13                   | Filippo Ganna (ITA) (chrono) | 13e                  |
| 14                   | Ethan Hayter (GBR)           | 120e                 |
| 15                   | Michał Kwiatkowski (POL)     | 2e                   |
| 16                   | Geraint Thomas (GBR)         | 49e                  |
| 17                   | Salvatore Puccio (ITA)       | 56e                  |

| Trek-Segafredo TFS | Trek-Segafredo TFS      | Trek-Segafredo TFS |
| ------------------ | ----------------------- | ------------------ |
| Num                | Coureur                 | Pos                |
| 21                 | Alex Kirsch (LUX)       | 66e                |
| 22                 | Ryan Mullen (IRL)       | 89e                |
| 23                 | Vincenzo Nibali (ITA)   | 26e                |
| 24                 | Bauke Mollema (NED)     | 65e                |
| 25                 | Mattias Skjelmose (DEN) | 73e                |
| 26                 | Mads Pedersen (DEN)     | 70e                |
| 27                 | Edward Theuns (BEL)     | 8e                 |

| Groupama-FDJ GFC | Groupama-FDJ GFC        | Groupama-FDJ GFC |
| ---------------- | ----------------------- | ---------------- |
| Num              | Coureur                 | Pos              |
| 31               | Alexys Brunel (FRA)     | 24e              |
| 32               | Fabian Lienhard (SUI)   | 68e              |
| 33               | William Bonnet (FRA)    | 72e              |
| 34               | Jake Stewart (GBR)      | 4e               |
| 35               | Benjamin Thomas (FRA)   | 17e              |
| 36               | Lars van den Berg (NED) | 132e             |
| 37               | Romain Seigle (FRA)     | 58e              |

| EF Education-Nippo EFN | EF Education-Nippo EFN    | EF Education-Nippo EFN |
| ---------------------- | ------------------------- | ---------------------- |
| Num                    | Coureur                   | Pos                    |
| 41                     | Alberto Bettiol (ITA)     | 20e                    |
| 42                     | Jens Keukeleire (BEL)     | 96e                    |
| 43                     | Sebastian Langeveld (NED) | 84e                    |
| 44                     | Jonas Rutsch (GER)        | 119e                   |
| 45                     | Rigoberto Urán (COL)      | 37e                    |
| 46                     | Michael Valgren (DEN)     | NP-2                   |
| 47                     | Julius van den Berg (NED) | 118e                   |

| Total Direct Énergie TDE | Total Direct Énergie TDE   | Total Direct Énergie TDE |
| ------------------------ | -------------------------- | ------------------------ |
| Num                      | Coureur                    | Pos                      |
| 51                       | Edvald Boasson Hagen (NOR) | 78e                      |
| 52                       | Geoffrey Soupe (FRA)       | 131e                     |
| 53                       | Pierre Latour (FRA)        | 19e                      |
| 54                       | Christopher Lawless (GBR)  | AB-4                     |
| 55                       | Adrien Petit (FRA)         | 128e                     |
| 56                       | Niki Terpstra (NED)        | 129e                     |
| 57                       | Anthony Turgis (FRA)       | 57e                      |

| Lotto-Soudal LTS | Lotto-Soudal LTS       | Lotto-Soudal LTS |
| ---------------- | ---------------------- | ---------------- |
| Num              | Coureur                | Pos              |
| 61               | John Degenkolb (GER)   | 61e              |
| 62               | Philippe Gilbert (BEL) | 11e              |
| 63               | Tim Wellens (BEL)      | 1er              |
| 64               | Andreas Kron (DEN)     | 62e              |
| 65               | Stefano Oldani (ITA)   | 14e              |
| 66               | Gerben Thijssen (BEL)  | 123e             |
| 67               | Brent Van Moer (BEL)   | 59e              |

| Bora-Hansgrohe BOH | Bora-Hansgrohe BOH        | Bora-Hansgrohe BOH |
| ------------------ | ------------------------- | ------------------ |
| Num                | Coureur                   | Pos                |
| 71                 | Felix Großschartner (AUT) | 48e                |
| 72                 | Nils Politt (GER)         | 3e                 |
| 73                 | Jordi Meeus (BEL)         | 95e                |
| 74                 | Pascal Ackermann (GER)    | NP-5               |
| 75                 | Lukas Pöstlberger (AUT)   | 53e                |
| 76                 | Patrick Gamper (AUT)      | 134e               |
| 77                 | Frederik Wandahl (DEN)    | 99e                |

| Arkéa-Samsic ARK | Arkéa-Samsic ARK     | Arkéa-Samsic ARK |
| ---------------- | -------------------- | ---------------- |
| Num              | Coureur              | Pos              |
| 81               | Nacer Bouhanni (FRA) | 40e              |
| 82               | Bram Welten (NED)    | 108e             |
| 83               | Daniel McLay (GBR)   | 100e             |
| 84               | Łukasz Owsian (POL)  | 52e              |
| 85               | Clément Russo (FRA)  | 74e              |
| 86               | Matîs Louvel (FRA)   | 67e              |
| 87               | Connor Swift (GBR)   | 22e              |

| Israel Start-Up Nation ISN | Israel Start-Up Nation ISN | Israel Start-Up Nation ISN |
| -------------------------- | -------------------------- | -------------------------- |
| Num                        | Coureur                    | Pos                        |
| 91                         | Rudy Barbier (FRA)         | 122e                       |
| 92                         | Jenthe Biermans (BEL)      | 46e                        |
| 93                         | Guillaume Boivin (CAN)     | 75e                        |
| 94                         | Ben Hermans (BEL)          | 28e                        |
| 95                         | Alexis Renard (FRA)        | 101e                       |
| 96                         | Mads Würtz Schmidt (DEN)   | 5e                         |
| 97                         | Sep Vanmarcke (BEL)        | 39e                        |

| Cofidis COF | Cofidis COF              | Cofidis COF |
| ----------- | ------------------------ | ----------- |
| Num         | Coureur                  | Pos         |
| 101         | Christophe Laporte (FRA) | 16e         |
| 102         | Jempy Drucker (LUX)      | 83e         |
| 103         | Piet Allegaert (BEL)     | 82e         |
| 104         | Tom Bohli (SUI)          | 109e        |
| 105         | Emmanuel Morin (FRA)     | 94e         |
| 106         | Anthony Perez (FRA)      | 69e         |
| 107         | Kenneth Vanbilsen (BEL)  | 114e        |

| Intermarché-Wanty-Gobert Matériaux IWG | Intermarché-Wanty-Gobert Matériaux IWG | Intermarché-Wanty-Gobert Matériaux IWG |
| -------------------------------------- | -------------------------------------- | -------------------------------------- |
| Num                                    | Coureur                                | Pos                                    |
| 111                                    | Jonas Koch (GER)                       | 44e                                    |
| 112                                    | Théo Delacroix (FRA)                   | 91e                                    |
| 113                                    | Tom Devriendt (BEL)                    | 113e                                   |
| 114                                    | Odd Christian Eiking (NOR)             | 10e                                    |
| 115                                    | Boy van Poppel (NED)                   | 115e                                   |
| 116                                    | Rein Taaramäe (EST)                    | 29e                                    |
| 117                                    | Danny van Poppel (NED)                 | 104e                                   |

| Qhubeka Assos TQA | Qhubeka Assos TQA             | Qhubeka Assos TQA |
| ----------------- | ----------------------------- | ----------------- |
| Num               | Coureur                       | Pos               |
| 121               | Sean Bennett (USA)            | 63e               |
| 122               | Simon Clarke (AUS)            | 54e               |
| 123               | Michael Gogl (AUT)            | 6e                |
| 124               | Andreas Stokbro (DEN)         | NP-2              |
| 125               | Matteo Pelucchi (ITA)         | 127e              |
| 126               | Łukasz Wiśniowski (POL)       | 87e               |
| 127               | Giacomo Nizzolo (ITA) (route) | 90e               |

| B&B Hotels p/b KTM BBK | B&B Hotels p/b KTM BBK | B&B Hotels p/b KTM BBK |
| ---------------------- | ---------------------- | ---------------------- |
| Num                    | Coureur                | Pos                    |
| 131                    | Bryan Coquard (FRA)    | 23e                    |
| 132                    | Cyril Barthe (FRA)     | 12e                    |
| 133                    | Jens Debusschere (BEL) | 106e                   |
| 134                    | Jérémy Lecroq (FRA)    | 76e                    |
| 135                    | Cyril Lemoine (FRA)    | 133e                   |
| 136                    | Quentin Pacher (FRA)   | 36e                    |
| 137                    | Kévin Réza (FRA)       | 111e                   |

| Alpecin-Fenix AFC | Alpecin-Fenix AFC            | Alpecin-Fenix AFC |
| ----------------- | ---------------------------- | ----------------- |
| Num               | Coureur                      | Pos               |
| 141               | Silvan Dillier (SUI)         | 32e               |
| 142               | Tobias Bayer (AUT)           | 47e               |
| 143               | Tim Merlier (BEL)            | 102e              |
| 144               | Samuel Gaze (NZL)            | 86e               |
| 145               | Senne Leysen (BEL)           | 97e               |
| 146               | Dries De Bondt (BEL) (route) | 85e               |
| 147               | Otto Vergaerde (BEL)         | 71e               |

| Sport Vlaanderen-Baloise SVB | Sport Vlaanderen-Baloise SVB | Sport Vlaanderen-Baloise SVB |
| ---------------------------- | ---------------------------- | ---------------------------- |
| Num                          | Coureur                      | Pos                          |
| 151                          | Lindsay De Vylder (BEL)      | NP-1                         |
| 152                          | Rune Herregodts (BEL)        | NP-1                         |
| 153                          | Jens Reynders (BEL)          | NP-1                         |
| 154                          | Fabio Van den Bossche (BEL)  | NP-1                         |
| 155                          | Kenneth Van Rooy (BEL)       | NP-1                         |
| 156                          | Sasha Weemaes (BEL)          | NP-1                         |
| 157                          | Thimo Willems (BEL)          | NP-1                         |

| Delko DKO | Delko DKO                          | Delko DKO |
| --------- | ---------------------------------- | --------- |
| Num       | Coureur                            | Pos       |
| 161       | Pierre Barbier (FRA)               | 125e      |
| 162       | Clément Carisey (FRA)              | 9e        |
| 163       | Alexandre Delettre (FRA)           | 51e       |
| 164       | Mauro Finetto (ITA)                | 38e       |
| 165       | Eduard-Michael Grosu (ROU)         | 77e       |
| 166       | Evaldas Šiškevičius (LTU) (chrono) | 41e       |
| 167       | August Jensen (NOR)                | 35e       |

| Bingoal-WB BWB | Bingoal-WB BWB       | Bingoal-WB BWB |
| -------------- | -------------------- | -------------- |
| Num            | Coureur              | Pos            |
| 171            | Arjen Livyns (BEL)   | 50e            |
| 172            | Timothy Dupont (BEL) | 103e           |
| 173            | Milan Menten (BEL)   | 92e            |
| 174            | Tom Paquot (BEL)     | 124e           |
| 175            | Ludovic Robeet (BEL) | 112e           |
| 176            | Joël Suter (SUI)     | 81e            |
| 177            | Boris Vallée (BEL)   | AB-3           |

| Saint Michel-Auber 93 AUB | Saint Michel-Auber 93 AUB | Saint Michel-Auber 93 AUB |
| ------------------------- | ------------------------- | ------------------------- |
| Num                       | Coureur                   | Pos                       |
| 181                       | Romain Cardis (FRA)       | 55e                       |
| 182                       | Tony Hurel (FRA)          | 116e                      |
| 183                       | Louis Louvet (FRA)        | 105e                      |
| 184                       | Flavien Maurelet (FRA)    | 80e                       |
| 185                       | Yoann Paillot (FRA)       | 30e                       |
| 186                       | Jason Tesson (FRA)        | 121e                      |
| 187                       | Morne van Niekerk (RSA)   | 110e                      |

| Equipo Kern Pharma EKP | Equipo Kern Pharma EKP   | Equipo Kern Pharma EKP |
| ---------------------- | ------------------------ | ---------------------- |
| Num                    | Coureur                  | Pos                    |
| 191                    | Martí Márquez (ESP)      | 15e                    |
| 192                    | Francisco Galván (ESP)   | 79e                    |
| 193                    | Enrique Sanz (ESP)       | AB-3                   |
| 194                    | Roger Adrià (ESP)        | 18e                    |
| 195                    | Urko Berrade (ESP)       | 27e                    |
| 196                    | Vojtěch Řepa (CZE)       | 107e                   |
| 197                    | Raúl García Pierna (ESP) | 34e                    |

| Xelliss-Roubaix Lille Métropole XRL | Xelliss-Roubaix Lille Métropole XRL | Xelliss-Roubaix Lille Métropole XRL |
| ----------------------------------- | ----------------------------------- | ----------------------------------- |
| Num                                 | Coureur                             | Pos                                 |
| 201                                 | Emiel Vermeulen (BEL)               | 126e                                |
| 202                                 | Ivan Centrone (LUX)                 | 33e                                 |
| 203                                 | Dylan Kowalski (FRA)                | 21e                                 |
| 204                                 | Samuel Leroux (FRA)                 | 43e                                 |
| 205                                 | Maximilien Picoux (BEL)             | 130e                                |
| 206                                 | Valentin Tabellion (FRA)            | 98e                                 |
| 207                                 | Jordan Levasseur (FRA)              | AB-1                                |

| Cambodia Cycling Academy CCA | Cambodia Cycling Academy CCA | Cambodia Cycling Academy CCA |
| ---------------------------- | ---------------------------- | ---------------------------- |
| Num                          | Coureur                      | Pos                          |
| 211                          | Samy Aurignac (FRA)          | 135e                         |
| 212                          | Johan Le Bon (FRA)           | 45e                          |
| 213                          | Antoine Berlin (MON)         | AB-3                         |

| Sans équipe ___ | Sans équipe ___    | Sans équipe ___ |
| --------------- | ------------------ | --------------- |
| Num             | Coureur            | Pos             |
| 214             | Barry Miller (USA) | AB-3            |

| Cambodia Cycling Academy CCA | Cambodia Cycling Academy CCA | Cambodia Cycling Academy CCA |
| ---------------------------- | ---------------------------- | ---------------------------- |
| Num                          | Coureur                      | Pos                          |
| 217                          | Christopher Lamaille (FRA)   | AB-3                         |

| AG2R Citroën Team ACT | AG2R Citroën Team ACT   | AG2R Citroën Team ACT |
| --------------------- | ----------------------- | --------------------- |
| Num                   | Coureur                 | Pos                   |
| 1                     | Greg Van Avermaet (BEL) | 7e                    |
| 2                     | Oliver Naesen (BEL)     | 31e                   |
| 3                     | Marc Sarreau (FRA)      | 88e                   |
| 4                     | Julien Duval (FRA)      | 117e                  |
| 5                     | Alexis Gougeard (FRA)   | 42e                   |
| 6                     | Lawrence Naesen (BEL)   | 93e                   |
| 7                     | Damien Touzé (FRA)      | 60e                   |

| Ineos Grenadiers IGD | Ineos Grenadiers IGD         | Ineos Grenadiers IGD |
| -------------------- | ---------------------------- | -------------------- |
| Num                  | Coureur                      | Pos                  |
| 11                   | Egan Bernal (COL)            | 64e                  |
| 12                   | Owain Doull (GBR)            | 25e                  |
| 13                   | Filippo Ganna (ITA) (chrono) | 13e                  |
| 14                   | Ethan Hayter (GBR)           | 120e                 |
| 15                   | Michał Kwiatkowski (POL)     | 2e                   |
| 16                   | Geraint Thomas (GBR)         | 49e                  |
| 17                   | Salvatore Puccio (ITA)       | 56e                  |

| Trek-Segafredo TFS | Trek-Segafredo TFS      | Trek-Segafredo TFS |
| ------------------ | ----------------------- | ------------------ |
| Num                | Coureur                 | Pos                |
| 21                 | Alex Kirsch (LUX)       | 66e                |
| 22                 | Ryan Mullen (IRL)       | 89e                |
| 23                 | Vincenzo Nibali (ITA)   | 26e                |
| 24                 | Bauke Mollema (NED)     | 65e                |
| 25                 | Mattias Skjelmose (DEN) | 73e                |
| 26                 | Mads Pedersen (DEN)     | 70e                |
| 27                 | Edward Theuns (BEL)     | 8e                 |

| Groupama-FDJ GFC | Groupama-FDJ GFC        | Groupama-FDJ GFC |
| ---------------- | ----------------------- | ---------------- |
| Num              | Coureur                 | Pos              |
| 31               | Alexys Brunel (FRA)     | 24e              |
| 32               | Fabian Lienhard (SUI)   | 68e              |
| 33               | William Bonnet (FRA)    | 72e              |
| 34               | Jake Stewart (GBR)      | 4e               |
| 35               | Benjamin Thomas (FRA)   | 17e              |
| 36               | Lars van den Berg (NED) | 132e             |
| 37               | Romain Seigle (FRA)     | 58e              |

| EF Education-Nippo EFN | EF Education-Nippo EFN    | EF Education-Nippo EFN |
| ---------------------- | ------------------------- | ---------------------- |
| Num                    | Coureur                   | Pos                    |
| 41                     | Alberto Bettiol (ITA)     | 20e                    |
| 42                     | Jens Keukeleire (BEL)     | 96e                    |
| 43                     | Sebastian Langeveld (NED) | 84e                    |
| 44                     | Jonas Rutsch (GER)        | 119e                   |
| 45                     | Rigoberto Urán (COL)      | 37e                    |
| 46                     | Michael Valgren (DEN)     | NP-2                   |
| 47                     | Julius van den Berg (NED) | 118e                   |

| Total Direct Énergie TDE | Total Direct Énergie TDE   | Total Direct Énergie TDE |
| ------------------------ | -------------------------- | ------------------------ |
| Num                      | Coureur                    | Pos                      |
| 51                       | Edvald Boasson Hagen (NOR) | 78e                      |
| 52                       | Geoffrey Soupe (FRA)       | 131e                     |
| 53                       | Pierre Latour (FRA)        | 19e                      |
| 54                       | Christopher Lawless (GBR)  | AB-4                     |
| 55                       | Adrien Petit (FRA)         | 128e                     |
| 56                       | Niki Terpstra (NED)        | 129e                     |
| 57                       | Anthony Turgis (FRA)       | 57e                      |

| Lotto-Soudal LTS | Lotto-Soudal LTS       | Lotto-Soudal LTS |
| ---------------- | ---------------------- | ---------------- |
| Num              | Coureur                | Pos              |
| 61               | John Degenkolb (GER)   | 61e              |
| 62               | Philippe Gilbert (BEL) | 11e              |
| 63               | Tim Wellens (BEL)      | 1er              |
| 64               | Andreas Kron (DEN)     | 62e              |
| 65               | Stefano Oldani (ITA)   | 14e              |
| 66               | Gerben Thijssen (BEL)  | 123e             |
| 67               | Brent Van Moer (BEL)   | 59e              |

| Bora-Hansgrohe BOH | Bora-Hansgrohe BOH        | Bora-Hansgrohe BOH |
| ------------------ | ------------------------- | ------------------ |
| Num                | Coureur                   | Pos                |
| 71                 | Felix Großschartner (AUT) | 48e                |
| 72                 | Nils Politt (GER)         | 3e                 |
| 73                 | Jordi Meeus (BEL)         | 95e                |
| 74                 | Pascal Ackermann (GER)    | NP-5               |
| 75                 | Lukas Pöstlberger (AUT)   | 53e                |
| 76                 | Patrick Gamper (AUT)      | 134e               |
| 77                 | Frederik Wandahl (DEN)    | 99e                |

| Arkéa-Samsic ARK | Arkéa-Samsic ARK     | Arkéa-Samsic ARK |
| ---------------- | -------------------- | ---------------- |
| Num              | Coureur              | Pos              |
| 81               | Nacer Bouhanni (FRA) | 40e              |
| 82               | Bram Welten (NED)    | 108e             |
| 83               | Daniel McLay (GBR)   | 100e             |
| 84               | Łukasz Owsian (POL)  | 52e              |
| 85               | Clément Russo (FRA)  | 74e              |
| 86               | Matîs Louvel (FRA)   | 67e              |
| 87               | Connor Swift (GBR)   | 22e              |

| Israel Start-Up Nation ISN | Israel Start-Up Nation ISN | Israel Start-Up Nation ISN |
| -------------------------- | -------------------------- | -------------------------- |
| Num                        | Coureur                    | Pos                        |
| 91                         | Rudy Barbier (FRA)         | 122e                       |
| 92                         | Jenthe Biermans (BEL)      | 46e                        |
| 93                         | Guillaume Boivin (CAN)     | 75e                        |
| 94                         | Ben Hermans (BEL)          | 28e                        |
| 95                         | Alexis Renard (FRA)        | 101e                       |
| 96                         | Mads Würtz Schmidt (DEN)   | 5e                         |
| 97                         | Sep Vanmarcke (BEL)        | 39e                        |

| Cofidis COF | Cofidis COF              | Cofidis COF |
| ----------- | ------------------------ | ----------- |
| Num         | Coureur                  | Pos         |
| 101         | Christophe Laporte (FRA) | 16e         |
| 102         | Jempy Drucker (LUX)      | 83e         |
| 103         | Piet Allegaert (BEL)     | 82e         |
| 104         | Tom Bohli (SUI)          | 109e        |
| 105         | Emmanuel Morin (FRA)     | 94e         |
| 106         | Anthony Perez (FRA)      | 69e         |
| 107         | Kenneth Vanbilsen (BEL)  | 114e        |

| Intermarché-Wanty-Gobert Matériaux IWG | Intermarché-Wanty-Gobert Matériaux IWG | Intermarché-Wanty-Gobert Matériaux IWG |
| -------------------------------------- | -------------------------------------- | -------------------------------------- |
| Num                                    | Coureur                                | Pos                                    |
| 111                                    | Jonas Koch (GER)                       | 44e                                    |
| 112                                    | Théo Delacroix (FRA)                   | 91e                                    |
| 113                                    | Tom Devriendt (BEL)                    | 113e                                   |
| 114                                    | Odd Christian Eiking (NOR)             | 10e                                    |
| 115                                    | Boy van Poppel (NED)                   | 115e                                   |
| 116                                    | Rein Taaramäe (EST)                    | 29e                                    |
| 117                                    | Danny van Poppel (NED)                 | 104e                                   |

| Qhubeka Assos TQA | Qhubeka Assos TQA             | Qhubeka Assos TQA |
| ----------------- | ----------------------------- | ----------------- |
| Num               | Coureur                       | Pos               |
| 121               | Sean Bennett (USA)            | 63e               |
| 122               | Simon Clarke (AUS)            | 54e               |
| 123               | Michael Gogl (AUT)            | 6e                |
| 124               | Andreas Stokbro (DEN)         | NP-2              |
| 125               | Matteo Pelucchi (ITA)         | 127e              |
| 126               | Łukasz Wiśniowski (POL)       | 87e               |
| 127               | Giacomo Nizzolo (ITA) (route) | 90e               |

| B&B Hotels p/b KTM BBK | B&B Hotels p/b KTM BBK | B&B Hotels p/b KTM BBK |
| ---------------------- | ---------------------- | ---------------------- |
| Num                    | Coureur                | Pos                    |
| 131                    | Bryan Coquard (FRA)    | 23e                    |
| 132                    | Cyril Barthe (FRA)     | 12e                    |
| 133                    | Jens Debusschere (BEL) | 106e                   |
| 134                    | Jérémy Lecroq (FRA)    | 76e                    |
| 135                    | Cyril Lemoine (FRA)    | 133e                   |
| 136                    | Quentin Pacher (FRA)   | 36e                    |
| 137                    | Kévin Réza (FRA)       | 111e                   |

| Alpecin-Fenix AFC | Alpecin-Fenix AFC            | Alpecin-Fenix AFC |
| ----------------- | ---------------------------- | ----------------- |
| Num               | Coureur                      | Pos               |
| 141               | Silvan Dillier (SUI)         | 32e               |
| 142               | Tobias Bayer (AUT)           | 47e               |
| 143               | Tim Merlier (BEL)            | 102e              |
| 144               | Samuel Gaze (NZL)            | 86e               |
| 145               | Senne Leysen (BEL)           | 97e               |
| 146               | Dries De Bondt (BEL) (route) | 85e               |
| 147               | Otto Vergaerde (BEL)         | 71e               |

| Sport Vlaanderen-Baloise SVB | Sport Vlaanderen-Baloise SVB | Sport Vlaanderen-Baloise SVB |
| ---------------------------- | ---------------------------- | ---------------------------- |
| Num                          | Coureur                      | Pos                          |
| 151                          | Lindsay De Vylder (BEL)      | NP-1                         |
| 152                          | Rune Herregodts (BEL)        | NP-1                         |
| 153                          | Jens Reynders (BEL)          | NP-1                         |
| 154                          | Fabio Van den Bossche (BEL)  | NP-1                         |
| 155                          | Kenneth Van Rooy (BEL)       | NP-1                         |
| 156                          | Sasha Weemaes (BEL)          | NP-1                         |
| 157                          | Thimo Willems (BEL)          | NP-1                         |

| Delko DKO | Delko DKO                          | Delko DKO |
| --------- | ---------------------------------- | --------- |
| Num       | Coureur                            | Pos       |
| 161       | Pierre Barbier (FRA)               | 125e      |
| 162       | Clément Carisey (FRA)              | 9e        |
| 163       | Alexandre Delettre (FRA)           | 51e       |
| 164       | Mauro Finetto (ITA)                | 38e       |
| 165       | Eduard-Michael Grosu (ROU)         | 77e       |
| 166       | Evaldas Šiškevičius (LTU) (chrono) | 41e       |
| 167       | August Jensen (NOR)                | 35e       |

| Bingoal-WB BWB | Bingoal-WB BWB       | Bingoal-WB BWB |
| -------------- | -------------------- | -------------- |
| Num            | Coureur              | Pos            |
| 171            | Arjen Livyns (BEL)   | 50e            |
| 172            | Timothy Dupont (BEL) | 103e           |
| 173            | Milan Menten (BEL)   | 92e            |
| 174            | Tom Paquot (BEL)     | 124e           |
| 175            | Ludovic Robeet (BEL) | 112e           |
| 176            | Joël Suter (SUI)     | 81e            |
| 177            | Boris Vallée (BEL)   | AB-3           |

| Saint Michel-Auber 93 AUB | Saint Michel-Auber 93 AUB | Saint Michel-Auber 93 AUB |
| ------------------------- | ------------------------- | ------------------------- |
| Num                       | Coureur                   | Pos                       |
| 181                       | Romain Cardis (FRA)       | 55e                       |
| 182                       | Tony Hurel (FRA)          | 116e                      |
| 183                       | Louis Louvet (FRA)        | 105e                      |
| 184                       | Flavien Maurelet (FRA)    | 80e                       |
| 185                       | Yoann Paillot (FRA)       | 30e                       |
| 186                       | Jason Tesson (FRA)        | 121e                      |
| 187                       | Morne van Niekerk (RSA)   | 110e                      |

| Equipo Kern Pharma EKP | Equipo Kern Pharma EKP   | Equipo Kern Pharma EKP |
| ---------------------- | ------------------------ | ---------------------- |
| Num                    | Coureur                  | Pos                    |
| 191                    | Martí Márquez (ESP)      | 15e                    |
| 192                    | Francisco Galván (ESP)   | 79e                    |
| 193                    | Enrique Sanz (ESP)       | AB-3                   |
| 194                    | Roger Adrià (ESP)        | 18e                    |
| 195                    | Urko Berrade (ESP)       | 27e                    |
| 196                    | Vojtěch Řepa (CZE)       | 107e                   |
| 197                    | Raúl García Pierna (ESP) | 34e                    |

| Xelliss-Roubaix Lille Métropole XRL | Xelliss-Roubaix Lille Métropole XRL | Xelliss-Roubaix Lille Métropole XRL |
| ----------------------------------- | ----------------------------------- | ----------------------------------- |
| Num                                 | Coureur                             | Pos                                 |
| 201                                 | Emiel Vermeulen (BEL)               | 126e                                |
| 202                                 | Ivan Centrone (LUX)                 | 33e                                 |
| 203                                 | Dylan Kowalski (FRA)                | 21e                                 |
| 204                                 | Samuel Leroux (FRA)                 | 43e                                 |
| 205                                 | Maximilien Picoux (BEL)             | 130e                                |
| 206                                 | Valentin Tabellion (FRA)            | 98e                                 |
| 207                                 | Jordan Levasseur (FRA)              | AB-1                                |

| Cambodia Cycling Academy CCA | Cambodia Cycling Academy CCA | Cambodia Cycling Academy CCA |
| ---------------------------- | ---------------------------- | ---------------------------- |
| Num                          | Coureur                      | Pos                          |
| 211                          | Samy Aurignac (FRA)          | 135e                         |
| 212                          | Johan Le Bon (FRA)           | 45e                          |
| 213                          | Antoine Berlin (MON)         | AB-3                         |

| Sans équipe ___ | Sans équipe ___    | Sans équipe ___ |
| --------------- | ------------------ | --------------- |
| Num             | Coureur            | Pos             |
| 214             | Barry Miller (USA) | AB-3            |

| Cambodia Cycling Academy CCA | Cambodia Cycling Academy CCA | Cambodia Cycling Academy CCA |
| ---------------------------- | ---------------------------- | ---------------------------- |
| Num                          | Coureur                      | Pos                          |
| 217                          | Christopher Lamaille (FRA)   | AB-3                         |